# Phyllochaetopterus major
Phyllochaetopterus major är en ringmaskart som beskrevs av Jean Louis René Antoine Édouard Claparède 1869. Phyllochaetopterus major ingår i släktet Phyllochaetopterus och familjen Chaetopteridae. Arten är reproducerande i Sverige. Inga underarter finns listade i Catalogue of Life.